# 1083
| Calendário gregoriano                                                        | 1083 MLXXXIII                                        |
| Ab urbe condita                                                              | 1836                                                 |
| Calendário arménio                                                           | 532 – 533                                            |
| Calendário bahá'í                                                            | -761 – -760                                          |
| Calendário budista                                                           | 1627                                                 |
| Calendário chinês                                                            | 3779 – 3780 Início a 21 de janeiro (aproximadamente) |
| Calendário copta                                                             | 799 – 800                                            |
| Calendário etíope                                                            | 1075 – 1076                                          |
| Calendários hindus - Vikram Samvat - Calendário nacional indiano - Cáli Iuga | 1138 – 1139 1004 – 1005 4183 – 4184                  |
| Calendário Holoceno                                                          | 11083                                                |
| Calendário islâmico                                                          | 475 – 476                                            |
| Calendário judaico                                                           | 4843 – 4844                                          |
| Calendário persa                                                             | 461 – 462                                            |
| Calendário rúnico                                                            | 1333                                                 |
| Calendário solar tailandês                                                   | 1626                                                 |

1083 (MLXXXIII na numeração romana) foi um ano comum do século XI do Calendário Juliano, da Era de Cristo, a sua letra dominical foi A (52 semanas), teve início a um domingo e terminou também a um domingo.
No território que viria a ser o reino de Portugal estava em vigor a Era de César que já contava 1121 anos.
| Ano completo                    |
| ------------------------------- |
| Ano comum com início ao domingo |

## Nascimentos
- Miles de Courtenay, 3º Senhor de Courtenay, (m. 1127).
- Cádi Iade, cádi (juiz islâmico) de origem andalusina, um dos "Sete Santos de Marraquexe" (m. 1149).
- 1 de dezembro - Ana Comnena, princesa e historiadora bizantina (m. ca. 1153).

## Mortes
- 2 de Novembro - Matilde de Flandres, Rainha Consorte de Inglaterra entre 1066 e 1083 (n. 1083).
- ? - Gonçalo Salvadores, Governador de Pancorbo (n. 1020).